# Jakub Zelenka
Jakub Zelenka (* 26. února 1990, Rakovník) je český investigativní novinář působící v deníku E15. Publikoval v rámci projektu Mimo agendu na platformách Ghost a Gazetisto. V květnu 2024 spustil s novinářkou a dokumentaristkou Apolenou Rychlíkovou mediální projekt Page not found, zaměřující se na pomalou žurnalistiku. 
V minulosti působil také v Lidových novinách, Aktuálně.cz, Hospodářských novinách a Deníku N.

## Život a novinářská kariéra
Po zakončení střední zemědělské školy v Rakovníku pokračoval ve studiu na Vyšší odborné škole publicistiky (získal označení DiS.).
Získal Novinářskou cenu pro rok 2016 v kategorii inovativní žurnalistika společně s Tomášem Málkem a Marcelem Šulkem za projekt Češi v zajetí sociálních bublin, který umožňoval vyzkoušení vlastní sociální bubliny na sociální síti Facebook.
Za rok 2017 získal za investigativní nasazení v oblasti dezinformací a fake news ocenění Novinářská křepelka udělované novinářům do 33 let. Ve stejném roce dostal společně s novináři Lukášem Prchalem a Nikitou Poljakovem Novinářskou cenu v oblasti on-line žurnalistiky za grafiku věnující se fenoménu fake news s názvem Dezinformace: co pro vás znamenají lži?
V roce 2021 byl spolu s novinářkou A2larmu Apolenou Rychlíkovou autorem článku, který přinášel svědectví o sexuálním zneužívání žen ze strany poslance Dominika Feriho; ten v reakci na nařčení ještě téhož dne rezignoval na svou funkci poslance, stáhl svou kandidaturu ve volbách a následně opustil politickou stranu TOP 09. V listopadu 2021 oznámil tvůrčí pauzu od standardní redakční novinářské práce, odchod z Deníku N a záměr publikovat na předplatitelské platformě Gazetisto.
V září 2021 vydal knihu Česko-čínské objímání o vztazích mezi Českou republikou a Čínskou lidovou republikou; kniha se zabývá obdobím od Sametové revoluce do mediálně známé cesty tehdejšího předsedy Senátu Miloše Vystrčila na Tchaj-wan v roce 2020.
V květnu 2024 založil spolu s publicistkou a dokumentaristkou Apolenou Rychlíkovou mediální projekt zaměřený na pomalou žurnalistku Page not found. Články vychází v takzvaných dropech a homepage webu se nemění po celý týden, aby čtenáři měli čas všechny texty přečíst. Projekt se zaměřuje na dlouhé texty, publicistiku a investigativu.
V roce 2025 získal Novinářskou cenu v kategorii Cena veřejnosti za článek „Sundáme vám HDP o několik bodů.“ Zjistili jsme, jak Čína vydírala Českou republiku a jak úředníci ochránili národní zájmy Zemanovi, Babišovi a Hamáčkovi navzdory. 